# Однажды вечером, после войны
«Однажды вечером, после войны» или «Вечер после войны» (фр. Un soir apres la guerre, кхмер. រាត្រីមួយក្រោយសង្គ្រាម) — французско-камбоджийский фильм-драма 1998 года режиссёра и сценариста Ритхи Паня. Действие этой социальной драмы происходит на дне камбоджийской жизни.
Фильм дебютировал в одном из разделов Каннского фестиваля в 1998 году. Во Франции фильм вышел в прокат 16 декабря 1998 года.

## Сюжет
После окончания гражданской войны в Камбодже люди пытаются вернуться к нормальной жизни. Среди них кикбоксер Саванна (Наритх Роэн). Он выжил, хотя и потерял большую часть своих близких в кошмаре геноцида красных кхмеров, и теперь живёт со своим дядей в Пномпене. У Саванны завязывается роман с 19-летней барной проституткой Срей Пэу (Чеа Лида Чан). У неё долги владельцу бара, которые её заставляют отрабатывать. Саванна хочет помочь Срей расплатиться с долгами, и у него вместе с одним бывшим солдатом, созревает план преступления, которое должно принести ему какие-то деньги.

## Роли и исполнители
- Чеа Лида Чан в роли Срей Пэу
- Наритх Роэн в роли Саванны
- Пенг Пхан в роли матери Срей Пэу
- Ратха Кео в роли Мали
- Срангатх Кхеау в роли немого мальчика
- Мол Сованнак в роли Пхал